# Titia Ex

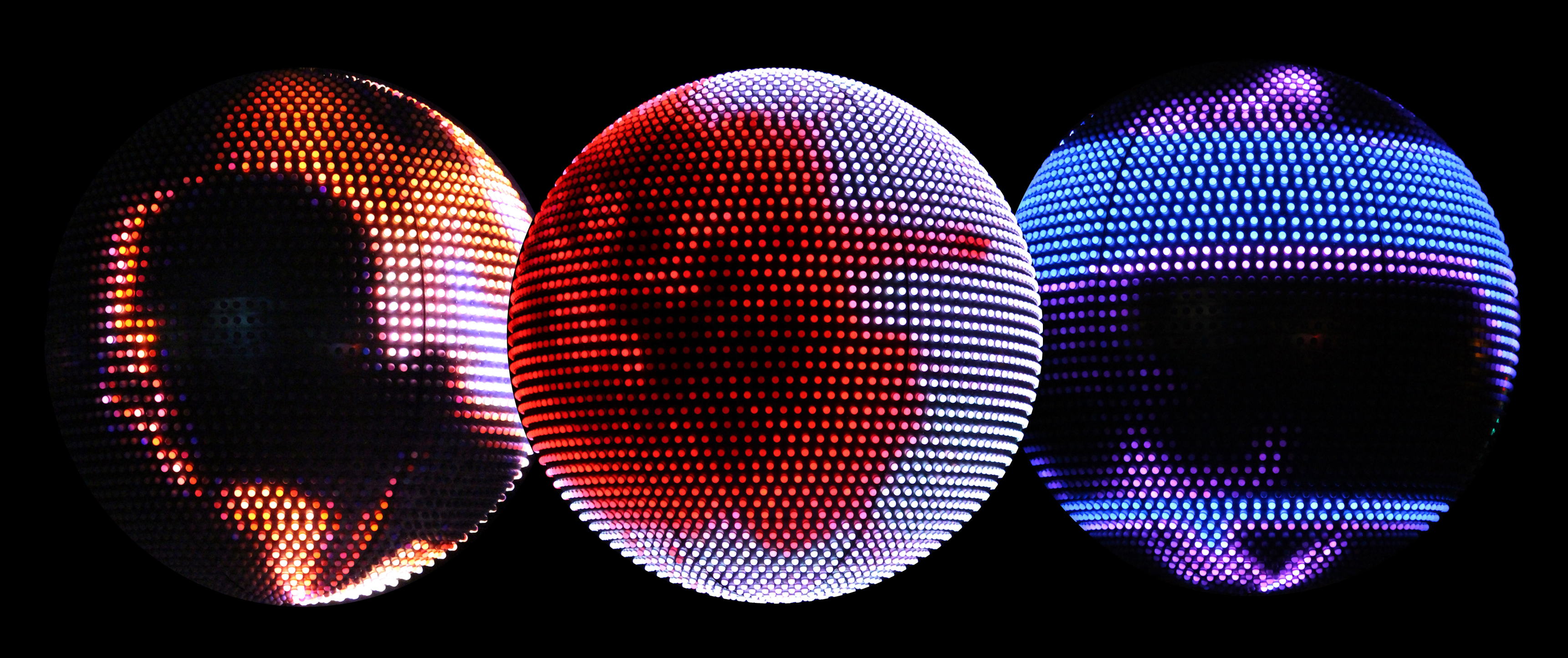
Una exhibición led en la forma de un Globo. El trabajo "The Walk" es inspirado por la Comedia Divina de Dante y el nombre del Paseo refiere a los viajes de Dante de Infierno a Purgatorio y finalmente Cielo.

Titia Ex es un artista conceptual holandés. Vive y trabajos en Ámsterdam.

## Trabajo
Ex uso luz, espacio, y materiales para crear sus instalaciones ligeras. Ella utiliza luz en el sentido más ancho — luz natural, luz artificial y materiales que respondan para encender como vidrio, neón, y led — para crear un ambiento interactivo.

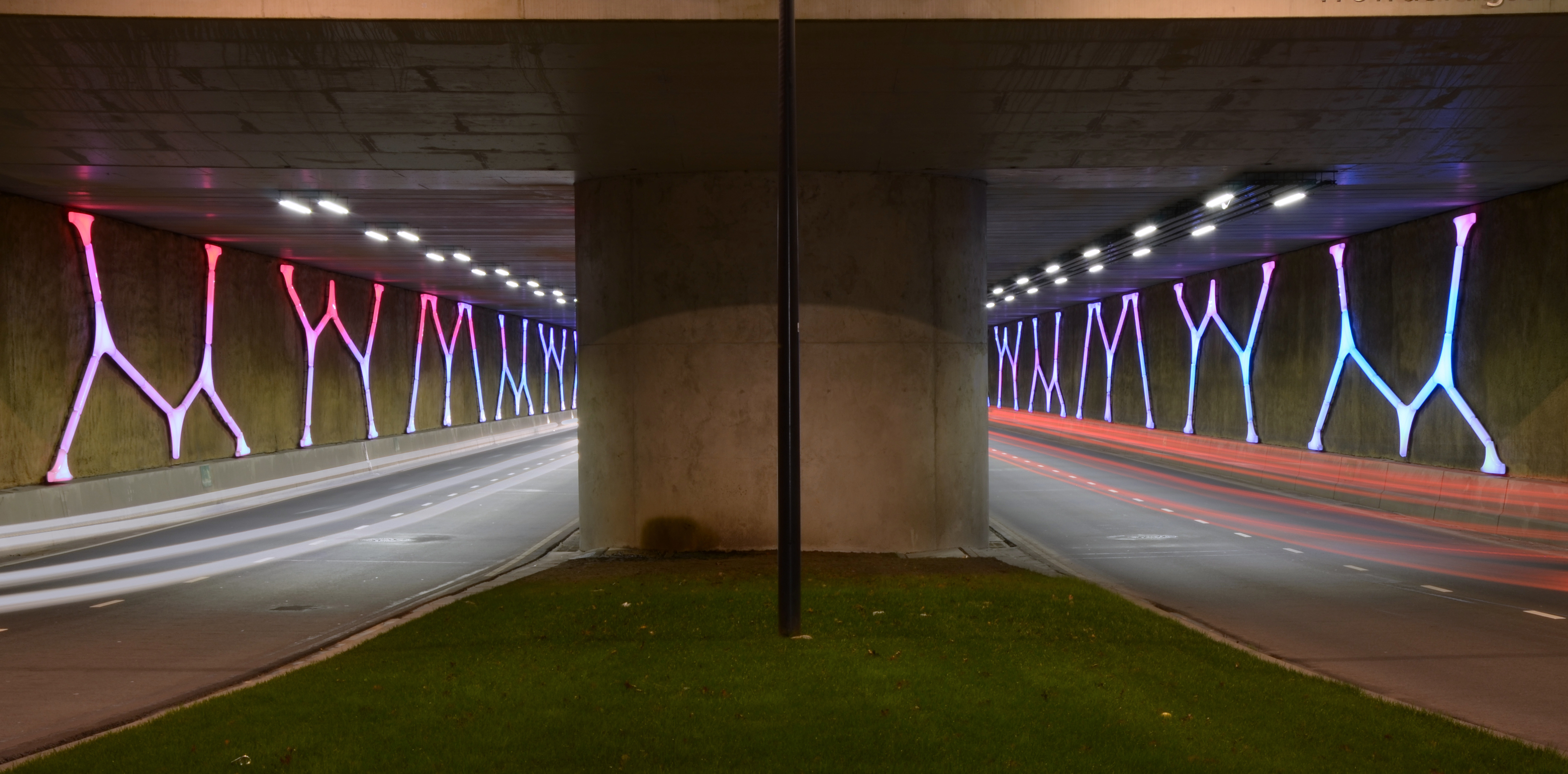
'Dolmen Light' recibido 2015 Lamp Lighting Solutions Award

Recibe attencion internacional para su "Flor del Universo", Ex se establece firmemente como un artista led. Luego, su "The Walk" está recibiendo críticas de los directores y el público en general. "The Waiting" estuvo seleccionado a ganar en la categoría de Paisaje para los People's Choice Awards 2013. El "Dolmen Light" ganó la 2015 Lamp Lighting Solutions Award en la categoría Luz Urbana y de Paisajes.

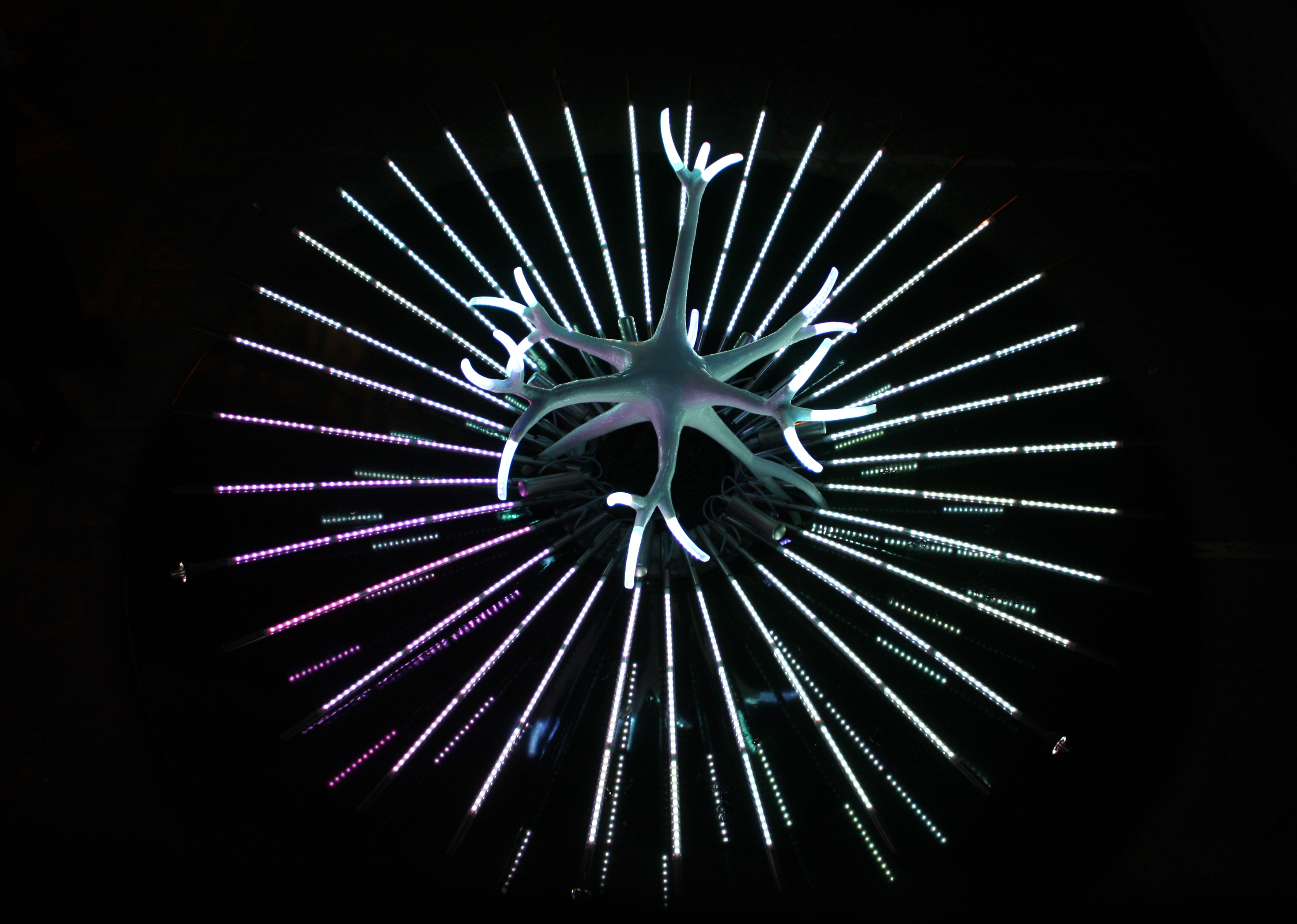
Flor del Universo por Titia Ex, cuando mostrado en Londres

### Seleccionó trabajos
- Flor del Universo - Este trabajo establecido Ex como un artista internacional reconocido. Estación de emisión internacional DW, Deutsche Welle Inglese, imágenes de espectáculos de la obra de arte en una entrevista televisada, retransmitido en muchos países del mundo.[5][6]
- Sillas musicales - Colocados en el techo de un Kentucky Fried Chicken en Apeldoorn, Holanda, este trabajo encarna el espíritu creativo de Ex. Ve imágenes a la derecha.
- The Walk - Una exhibición led en la forma de un Globo desarrollado por Philips Color Kinetics en 2012.[7] El trabajo que Ex creó estuvo inspirado por la Comedia Divina de Dante y el nombre "Del Paseo" refiere a los viajes de Dante de Infierno a Purgatorio y finalmente Cielo. Sillas musicales Entre los sitios que este trabajo estuvo mostrado fue el Kinetica Feria de Arte en Londres. The New York Times[8] escribió sobre Ex' contribución cuando "uno de las piezas más populares."

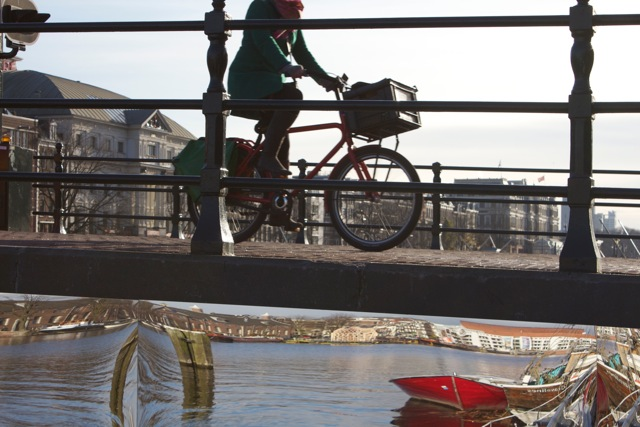
Appears@amsterdam

- Dolmen Light - Titia Ex recibe reconocimiento internacional para combinar excelencia artística y técnica, creando una obra artística que aumenta el entorno de tráfico mientras detiene seguridad de tráfico.[4]